# Mandevilla guanabarica
Mandevilla guanabarica är en oleanderväxtart som beskrevs av Giovanni Casaretto, M.F.Sales, Kin.-gouv., A.O.Simões. Mandevilla guanabarica ingår i släktet Mandevilla och familjen oleanderväxter. Inga underarter finns listade i Catalogue of Life.